# رزین ملامین

ساختار رزین ملامین

رزین ملامین یا ملامین فرمالدهید یک ماده سخت و ترموست است که از ملامین و فرمالدهید طی فرآیند پلیمریزاسیون ساخته می‌شود. نوع بوتیله آن، در موادی چون زایلن و بوتانول خطی حل شده و پس از کراس لینک شدن با رزین‌های آلکید، اپوکسی، آکریلیک برای استفاده در پوشش دهی سطوح به کار برده می‌شود. 

## تولید آزمایشگاهی
برای تولید ملامین فرمالدهید در مقیاس آزمایشگاهی، در یک بالن سه دهانه، سه دهم مول فرمالدهید را با یک دهم مول ملامین مخلوط می‌کنند. pH در این آزمایش باید حدود ۷.۵ تا ۸ باشد. پس برای فراهم آوردن شرایط بازی، محلول سدیم هیدروکسید ۱۰درصد را به آن می‌افزایند. سپس دو دهانه بالن را مسدود کرده و مخلوط را به مدت ۴۰ دقیقه در حمام آبی که دمای آن ۹۰-۹۵ سانتی گراد است حرارت می‌دهند. پس از گذشتن این زمان، دما را به هفتاد درجه سانتی گراد می‌رسانند . دو دهانه مسدود شده را باز کرده، یکی را به لوله‌ای ظریف و دیگری را به خلا متصل می‌کنند. 
در دمای ۶۰ تا ۷۰ درجه و فشار ۱۰۰ تا ۱۲۰ میلی‌متر جیوه، آب موجود در سیستم را از محیط دور می‌کنند. مخلوط به دست آمده را در کپسول چینی ریخته و به آن ۲ گرم گلیسیرین اضافه می‌کنند و در دمای ۱۵۰ درجه سانتی گراد حرارت می‌دهند تا مخلوطی سفت به دست آید. رزین سخت شده را در انتها به صورت تکه‌های نازک جدا می‌کنند. 

## کاربردها

### آشپزخانه

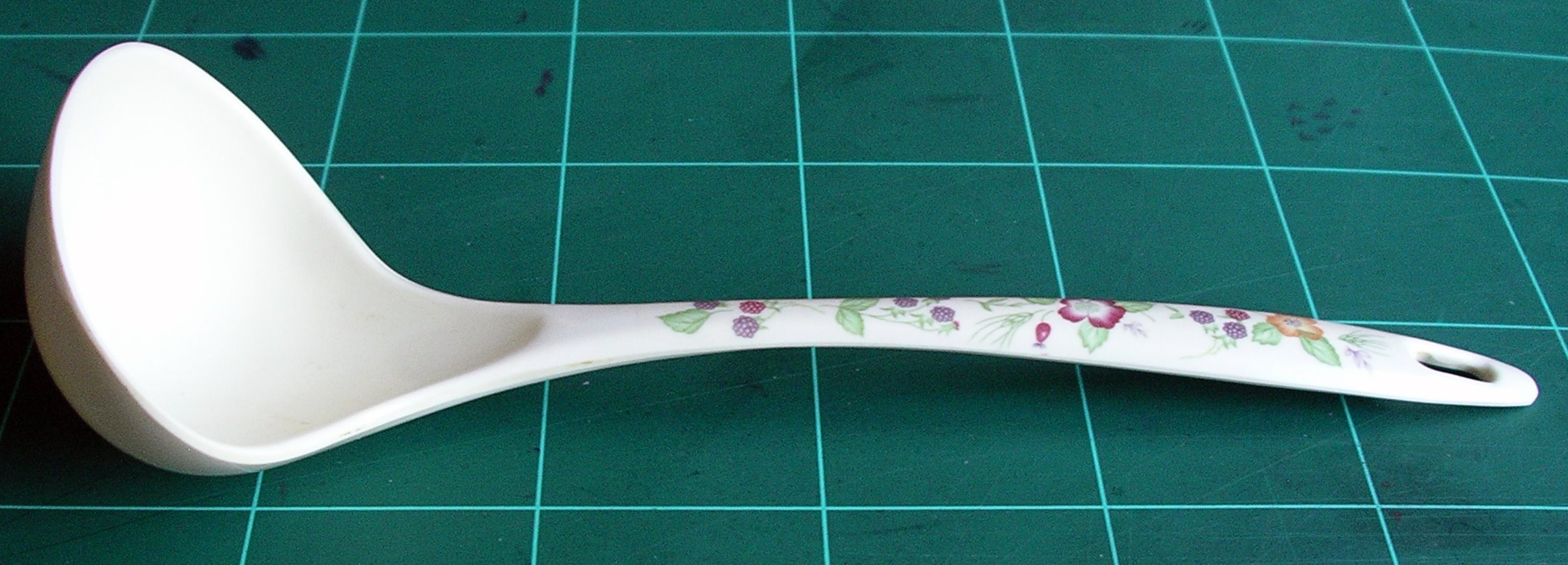
کاربرد رزین ملامین در ظروف آشپزخانه

رزین ملامین معمولاً در وسایل و ظروف آشپزخانه به کار برده می‌شود.  ازآنجایی که مواد ملامینی اشعه مایکروویو را جذب کرده و گرم می‌شوند، در فرهای مایکروویو، ایمن نیستند.
همانند سایر مواد ترموست، ملامین‌ها قابلیت ذوب شدن ندارند و از این رو، نمی‌توان آن‌ها را توسط ذوب کردن بازیافت نمود.

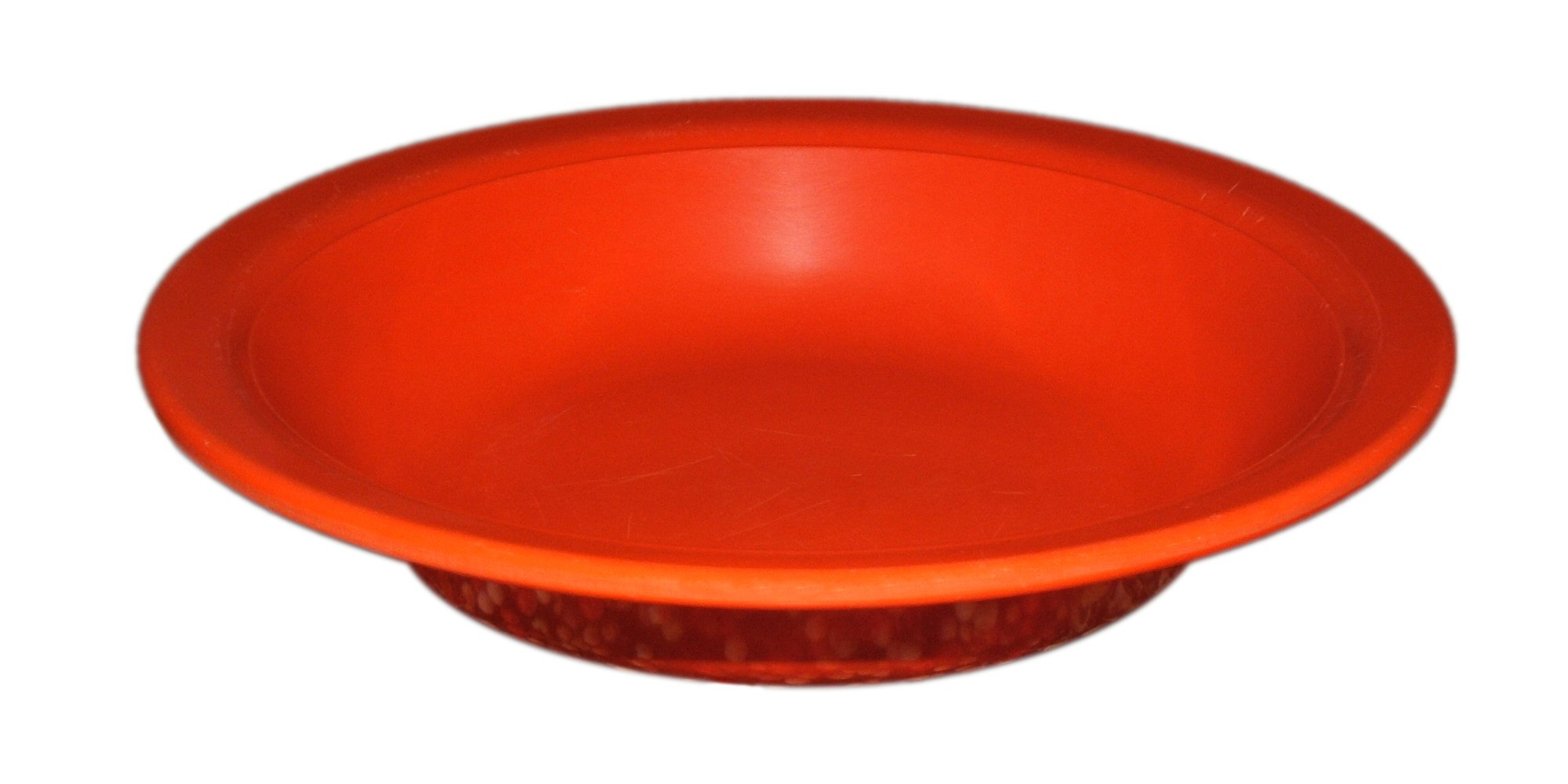
کاربرد رزین ملامین در ظروف آشپزخانه

در دهه‌های ۱۹۵۰و ۱۹۶۰ استفاده از ظروف و وسایل ملامین گسترش زیادی پیدا کرد. در آن زمان گمان برده می‌شد که این ظروف، بازار مواد سرامیکی را کساد خواهد کرد. پس به تدریج استفاده از آن‌ها در اواخر دهه ۱۹۶۰ میلادی کاهش یافت و هم‌اکنون  بیشتر در سفر و.. کاربرد دارد. 

### ساختمان‌سازی
رزین ملامین جزء اصلی ساخت لیمنت‌های مقاوم در برابر فشار مانند فرمیکا و آربوریت، و هم چنین لمینت‌های کف پوشی  است. هم چنین صفحه‌های زرین ملامین در ساخت تخته‌های وایت برد کاربرد دارند. 

### ساخت کابینت و مبلمان
رزین ملامین معمولاً در  روکش دادن به  صفحه‌های دکوری که تحت دما و فشار بالا ورقه ورقه شده و سپس به شکل نئوپان درآمده‌است، کاربرد دارد. محصول نهایی، ملامین نامیده می‌شود و در مبلمان چند تکه‌ای و کابینت‌های ارزان قیمت استفاده می‌گردد. 

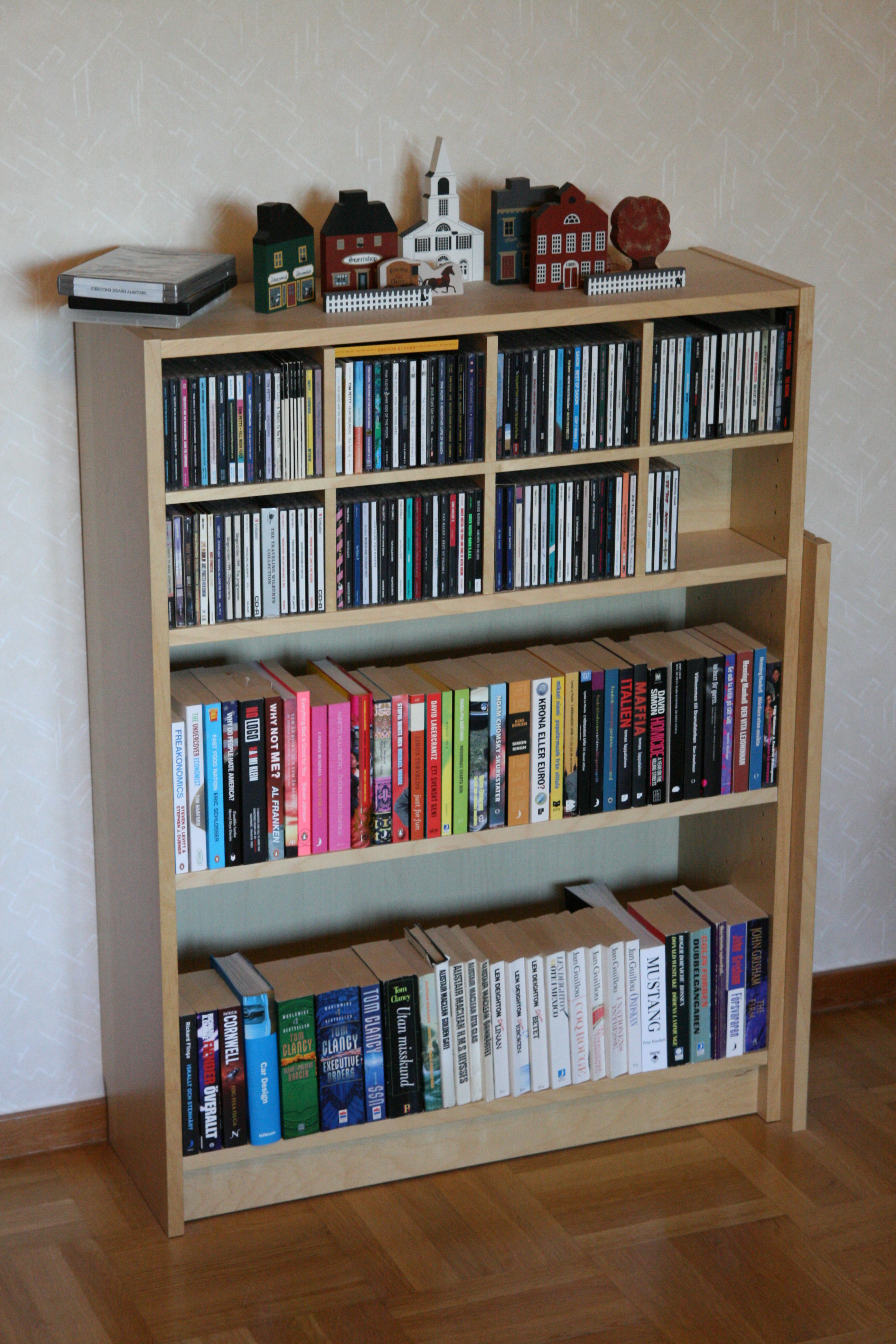
کاربرد رزین ملامین در روکش قفسه و مبلمان

ملامین در اندازه و قطرها، طرح‌ها و رنگ‌های متفاوت وجود دارد. صفحه‌های سنگین ملامین در هنگام بریده شدن با اره‌های نجاری معمولاً خرد و تراشه تراشه می‌شوند. 

### شکل‌های دیگر
- فوم ملامین:  شکل خاصی از رزین ملامین فرمالدهید است که به عنوان ماده عایق صدا و اخیرا ماده ساینده ( برای ضدعفونی کردن) استفاده می‌شود.
- فرمیکا: ماده کامپوزیت عایق گرما، که از رزین ملامین ساخته می‌شود.